# Jean-Paul Rostagni
Jean-Paul Rostagni (* 14. Januar 1948 in Drap/Alpes-Maritimes) ist ein ehemaliger französischer Fußballspieler.
Von 1966 bis 1969 spielte der Abwehrspieler für die AS Monaco, bevor er zu Girondins Bordeaux wechselte. 1971/72 spielte er für eine Saison bei Paris Saint-Germain, anschließend ein Jahr bei Paris FC, um 1973 zu OGC Nizza zu wechseln, wo er bis 1975 blieb. Er soll aber auch noch für die Mannschaft von Cannes in der Division 2 aufgelaufen sein. Insgesamt hat Rostagni 259 Erstligaspiele bestritten und dabei neun Tore erzielt.
Von März 1969 bis Mai 1973 spielte er insgesamt 25-mal für die französische Fußballnationalmannschaft. Tore erzielte er in seinen Länderspielen nicht und auch an großen Turnieren konnte er während dieser Zeit nicht teilnehmen. 